# I Want You (1951)
I Want You is een Amerikaanse dramafilm uit 1951 onder regie van Mark Robson. Destijds werd de film in Nederland uitgebracht onder de titel Uw man behoort ons.

## Verhaal
In een klein Amerikaans stadje is de grootste kopzorg van de jongeren hun dienstplicht te ontlopen. Bij de aanvang van de Koreaanse Oorlog begint de familie Greer zich zorgen te maken. Hun jongste zoon Jack kan worden opgeroepen. Daardoor worden de oude wonden uit de Tweede Wereldoorlog weer opengereten.

## Rolverdeling
| Acteur             | Personage        |
| ------------------ | ---------------- |
| Dana Andrews       | Martin Greer     |
| Dorothy McGuire    | Nancy Greer      |
| Farley Granger     | Jack Greer       |
| Peggy Dow          | Carrie Turner    |
| Robert Keith       | Thomas Greer     |
| Mildred Dunnock    | Sarah Greer      |
| Ray Collins        | Rechter Turner   |
| Martin Milner      | George Kress jr. |
| Jim Backus         | Harvey Landrum   |
| Marjorie Crossland | Mevrouw Turner   |
| Walter Baldwin     | George Kress sr. |
| Walter Sande       | Ned Iverson      |
| Peggy Maley        | Gladys           |
| Jerrilyn Flannery  | Anne Greer       |
| Erik Nielsen       | Tony Greer       |

## Prijzen en nominaties
| Jaar | Prijs  | Categorie    | Genomineerde(n)  | Uitslag     |
| ---- | ------ | ------------ | ---------------- | ----------- |
| 1951 | Oscars | Beste geluid | Gordon E. Sawyer | Genomineerd |